# Robbe Torfs
Robbe Torfs (* 18. März 2003) ist ein belgischer Leichtathlet, der sich auf den Sprint spezialisiert hat.

## Sportliche Laufbahn
Erste internationale Erfahrungen sammelte Robbe Torfs bei den World Athletics Relays 2025 in Guangzhou, bei denen er in 41,72 s den achten Platz im Finallauf der Mixed-Staffel über 4-mal 100 Meter belegte. Anschließend belegte er bei den U23-Europameisterschaften in Bergen mit der Männerstaffel über diese Distanz in 39,73 s den siebten Platz.

## Persönliche Bestleistungen
- 100 Meter: 10,62 s (+0,4 m/s), 28. August 2024 in Ninove
- 200 Meter: 21,31 s (−0,4 m/s), 25. Mai 2025 in Brüssel